# Varanus beccarii
Varanus beccarii este o specie de reptile din genul Varanus, familia Varanidae, descrisă de Doria 1874. Conform Catalogue of Life specia Varanus beccarii nu are subspecii cunoscute.

## Galerie

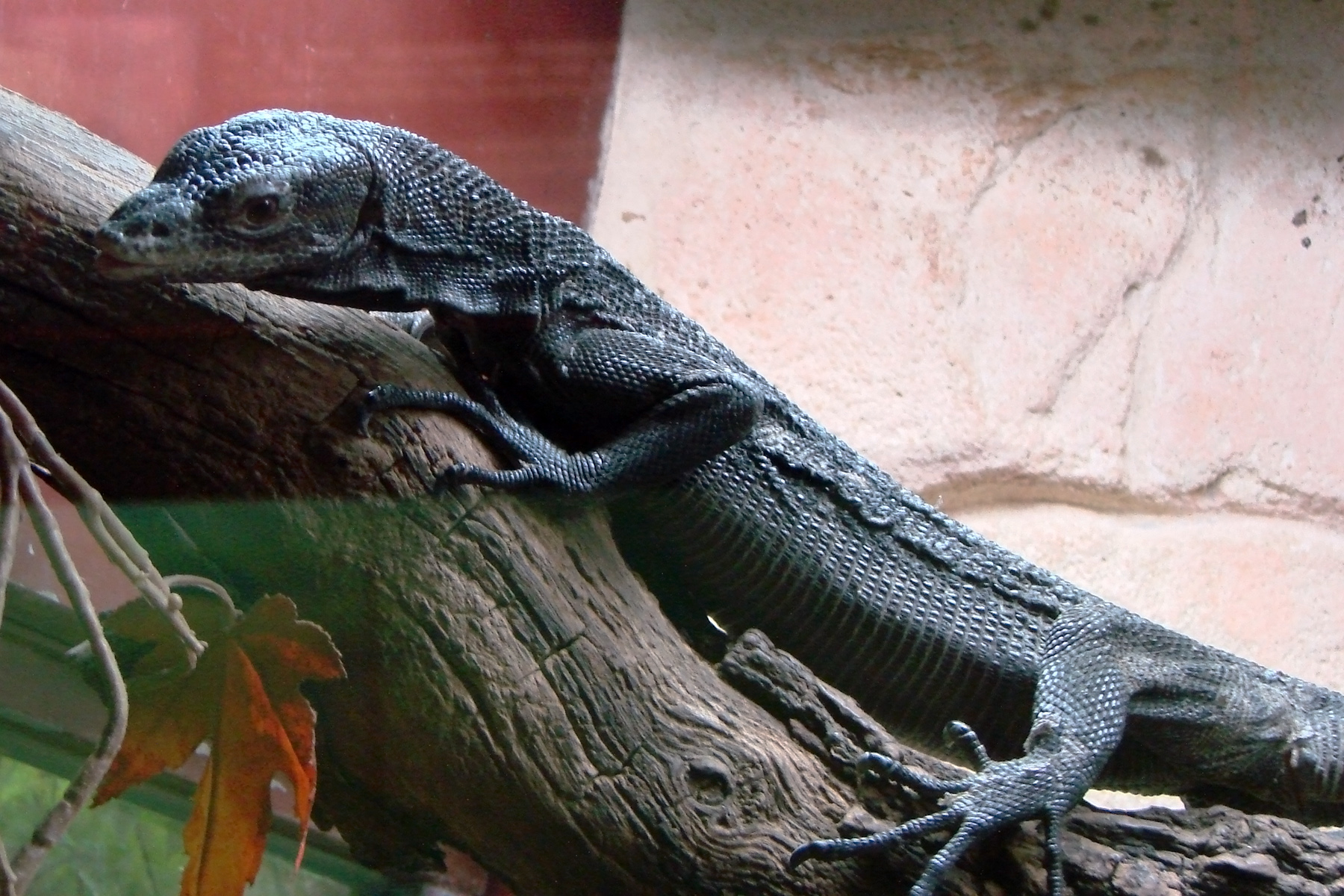
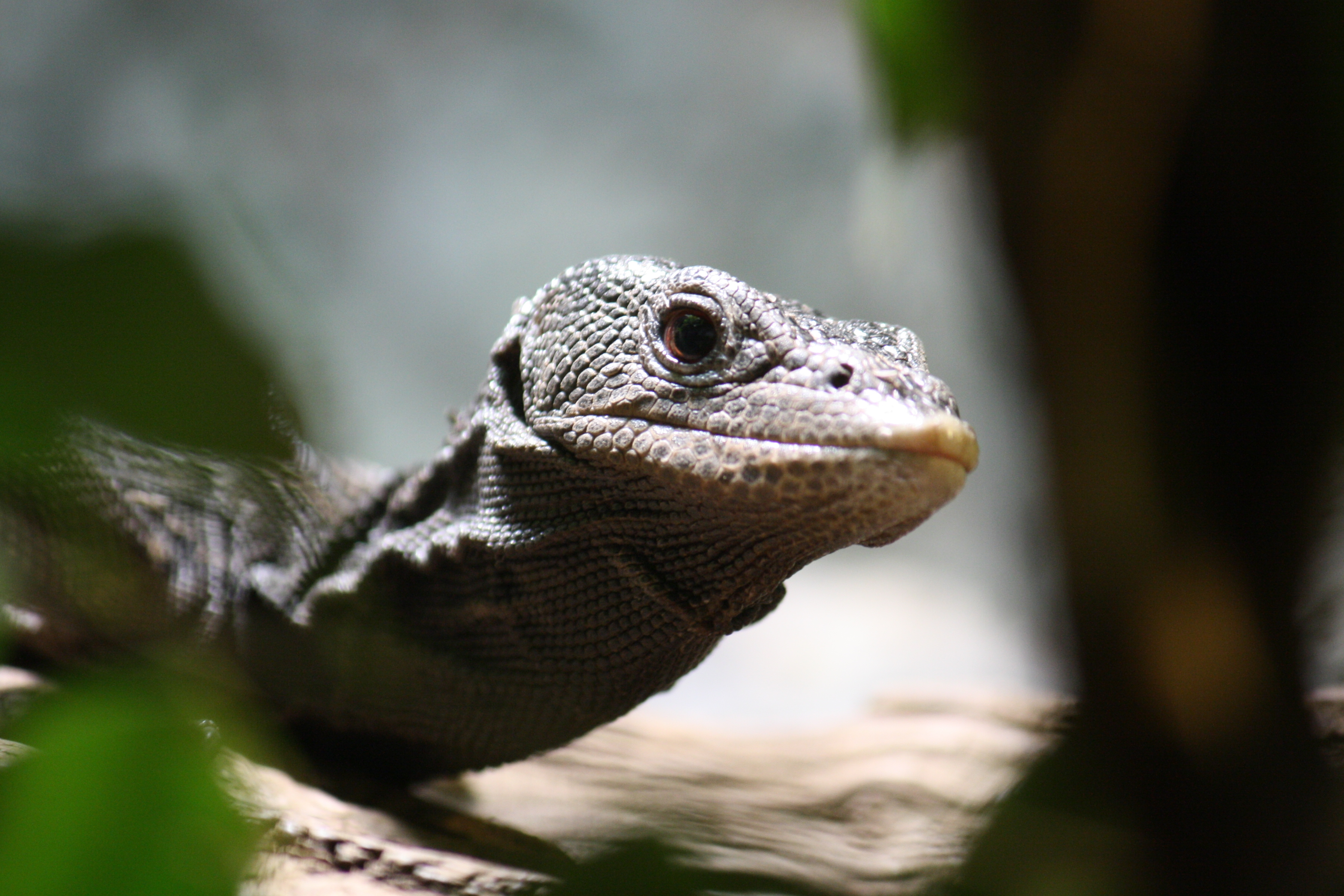
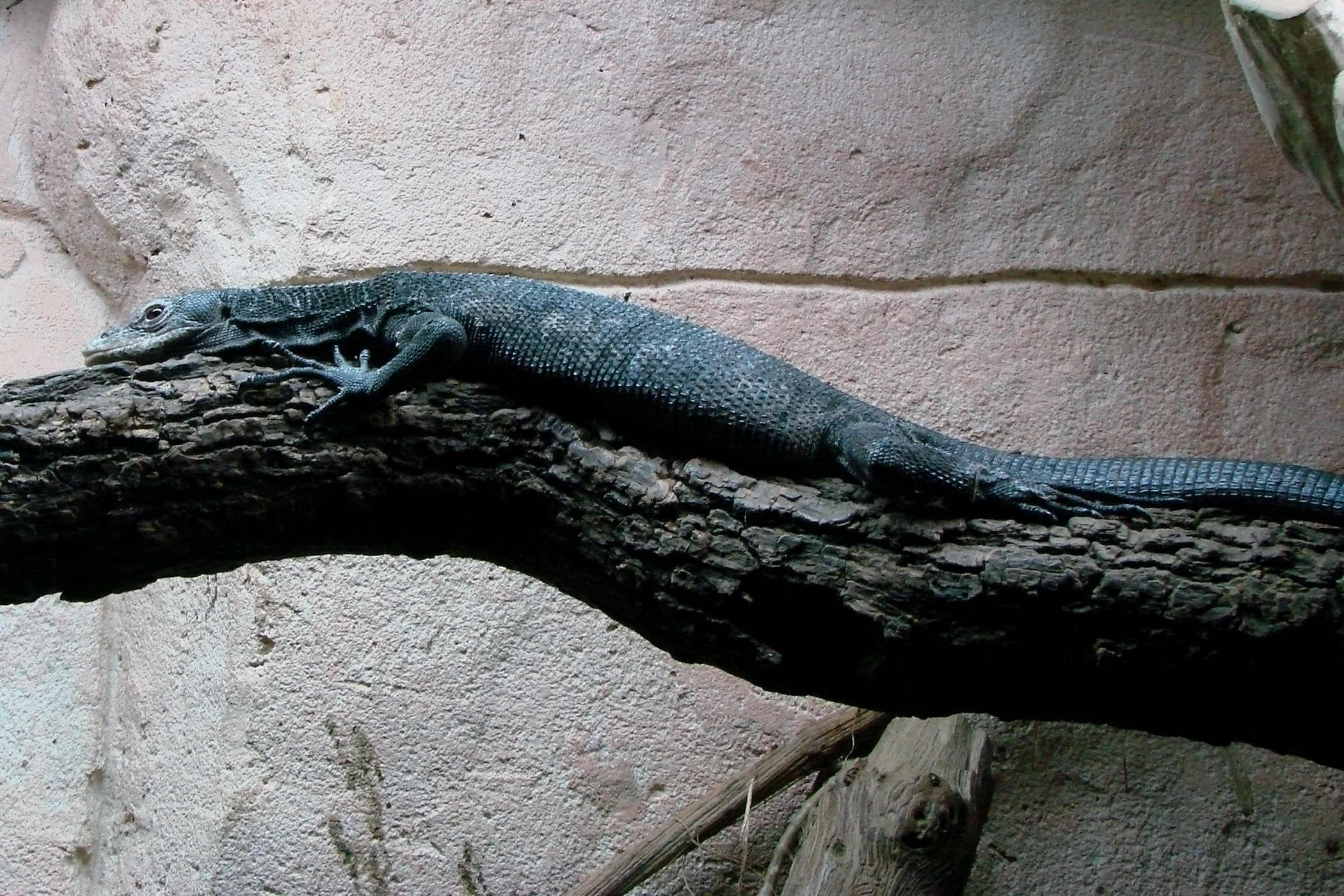
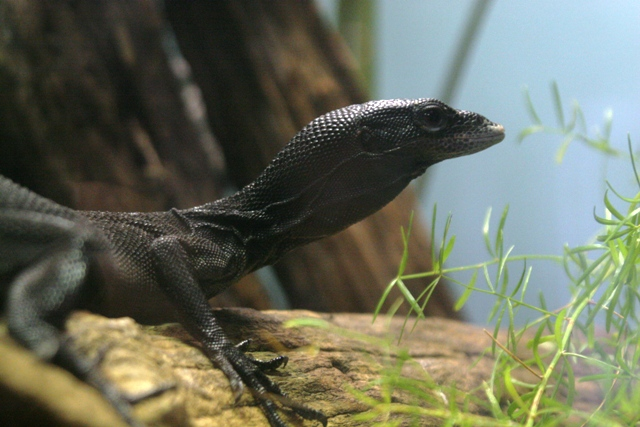